# Марія Юріївна Гольшанська
Гольшанська (Ольшанська) Марія Юріївна (? — 1586) — восьма дитина і третя дочка княгині Марії Андріївни Сангушко та князя Юрія Івановича Гольшанського.

## Життєпис
У 1558 році дочки Юрія Гольшанського-Дубровицького поділили між собою маєтності та добра. Це відбулося у Висоцькому замку. Маєтності «в звоне Великом Дубровицком» («дзвін» — спосіб організації маєтків за часів Речі Посполитої) отримала Марія Юріївна разом з сестрою Анною (у шлюбі за Олізаром Кидреєм Мильським). Третю частку маєтків дубровицьких і висоцьких отримала Федора Юр'ївна Гольшанська (? — біля 1576) з чоловіком Богданом Васильовичем Соломарецьким (? — 1565).

## Шлюби
Першим чоловіком Марії Юріївни став Андрій Якубович Монтовт.
Другий чоловік — урядник Великого князівства Литовського Михайло (Михно) Тихнович Козинський (? — 1568), рідний брат брат засновниці Почаївського монастиря Ганни Гойської.
У 1571-1578 роках Марія Гольшанська перебувала в третьому шлюбі — з князем Андрієм Михайловичем Курбським, який виявився для княгині недовготривалим і нещасним. Розірвання подружнього зв'язку не визнавалося законним та мало наслідком гучну скандальну справу. Стосунки залишились ворожими. Близько 1581 року подала на нього позов до суду митрополита через незаконне, на її думку, розлучення. У відповідь він записав в актові книги гродського суду Володимира на неї брехливий донос про її зради, привів 2 свідків. Справа закінчилась укладення мирової між колишнім подружжям.
У заповіті княгині Марії Юріївни від 18.03.1576 року міститься згадка про Пречистенську церкву міста Дубровиця.
6 жовтня 1585 року відбувся роздільний запис Марії Юріївни Гольшанської-Дубровицької дубровицьких маєтностей на сина її Андрія Монтовта і дочку Варвару Козинську, який вона зробила після розірвання третього шлюбу. За ним місто і замок Дубровиця дісталися Варварі, що була одружена з Андрієм Фірлеєм, каштеляном Малоговським, а навколишні землі — сину по першому шлюбу Андрію.
Княгиня Марія Гольшанська-Дубровицька померла у 1586 році.